# Serhiy Nazarenko
Serhiy Nazarenko, né le 16 février 1980, est un footballeur ukrainien. Il évoluait au poste de milieu défensif ou relayeur.

## Carrière

### En club
- 1994-2011 : FK Dnipro -  Ukraine
- 2011-2014 : Tavria Simferopol -  Ukraine
- 2014 : Tchornomorets Odessa -  Ukraine
- 2015 : Metalist Kharkiv -  Ukraine
- 2016 : FK Dnipro -  Ukraine

### En équipe nationale
Il a eu sa première cape avec l'équipe d'Ukraine en 2003.
Nazarenko participe à la coupe du monde 2006 avec l'équipe d'Ukraine. Il a participé à trois matchs de qualification à cette coupe du monde.
Au 15 juin 2012, il compte 51 sélections et 12 buts marqués.

## Palmarès
- FK Dnipro
  - Finaliste de la coupe d'Ukraine en 2004.